# Czapli Ostrów
Czapli Ostrów (do 1945 niem. Frankenwerder) – znajdująca się w Szczecinie wyspa odrzańska pomiędzy Regalicą, a Dąbiem Małym.
Jest pokryta roślinnością łąkowo-bagienną. Stanowi rezerwat dla ptactwa wodnego. Wyspa posiada dwa półwyspy: Karwi Ostrów (od południa) i Dąbska Kępa (od północy). Od północy od Sadlińskich Łąk oddziela ją Dąbski Nurt, od południa do stałego lądu i wyspy Dąbska Przybrzeżna - Dębska Struga, po zachodniej stronie płynie Regalica, a po wschodniej znajduje się jezioro Dąbie Małe. Od strony jeziora w wyspę wcina się duża zatoka.